# تاريخ وول مارت

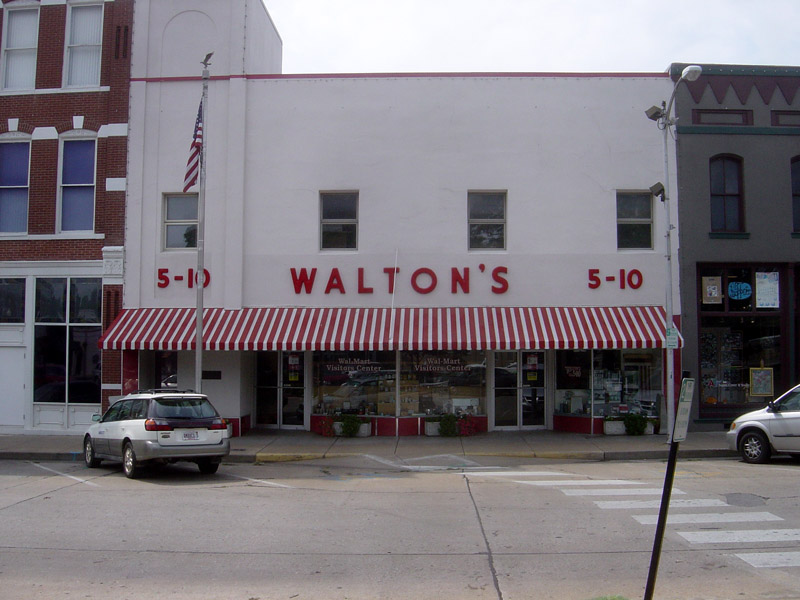
أول متجر للسلسلة، والآن أصبح مركز زوار وول مارت في بنتونفيل، أركنساس.

تاريخ وول مارت، هي سلسلة متاجر أمريكية مخفّضة بدأت في 1950 عندما قام رجل الأعمال «سام ولتون» بشراء المتجر من «لوثر هاريسون» في بنتونفيل، أركانساس، وفتح «والتون 5&10».

## تأسيس وول مارت
تأسست سلسلة وول مارت في 1962 مع متجر واحد في روجرز وتوسعت خارج أركنساس بحلول 1968 ومن ثم في بقية أنحاء جنوب الولايات المتحدة بحلول 1980، في نهاية المطاف وجد متجر في كل ولاية أمريكية إلى أول متجر لها في كندا في عام 1995. وبحلول العقد الثاني من القرن الحادي والعشرين نمت السلسلة لأكثر من 11000 متجر في 28 دولة.